# Flávio Minuano
Flávio Almeida da Fonseca, genannt Flávio Minuano oder auch Flávio Bicudo, (* 9. Juli 1944 in Porto Alegre) ist ein ehemaliger brasilianischer Fußballspieler.

## Karriere
Flávio Minuano wurde beim Erstligaclub SC Internacional aus Porto Alegre ausgebildet. Hier machte er ab 1961 auch seine ersten Schritte in der Profimannschaft. Nach drei Jahren wechselte er zum SC Corinthians aus São Paulo. Für diesen Verein bestritt er die meisten Spiele. Seinen größten Erfolg als brasilianischer Meister feierte er aber erst bei seiner nächsten Station Fluminense FC aus Rio de Janeiro. Es folgte ein dreijähriger Aufenthalt in Portugal beim FC Porto. Hier erzielte der Spieler in 74 Spielen 43 Tore. 1975 kehrte Flávio Minuano zu seinem alten Stammverein Internacional zurück. Mit diesem konnte er im selben Jahr nochmals brasilianischer Meister werden und sich sogar die Krone des Torschützenkönigs aufsetzen. Danach kamen nur noch kurze Verpflichtungen in meist zweitklassigen Vereinen.
In der Nationalmannschaft war Flávio Minuano von 1963 bis 1968 aktiv.

## Erfolge
Internacional
- Staatsmeisterschaft von Rio Grande do Sul: 1961, 1975, 1976
- Brasilianischer Meister: 1975

Corinthians
- Torneio Rio-São Paulo: 1966

Fluminense
- Taça Guanabara: 1969, 1971
- Staatsmeisterschaft von Rio de Janeiro: 1969, 1971
- Brasilianischer Meister: 1970

Auszeichnungen
- Brasilianischer Torschützenkönig: 1975
- Bola de Prata: 1975